# Trzaski
Trzaski [pronunciación en polaco: /ˈtʂaski/] es un pueblo ubicado en el distrito administrativo de Gmina Ciechanowiec, dentro del Condado de Wysokie Mazowieckie, Voivodato de Podlaquia, en el norte de Polonia oriental. Se encuentra aproximadamente a 8 kilómetros al este de Ciechanowiec, a 28 kilómetros al sur de Wysokie Mazowieckie, y a 61 kilómetros al suroeste de la capital regional Białystok.
El pueblo tiene una población de 150 habitantes.